# Kominiarski Wierch

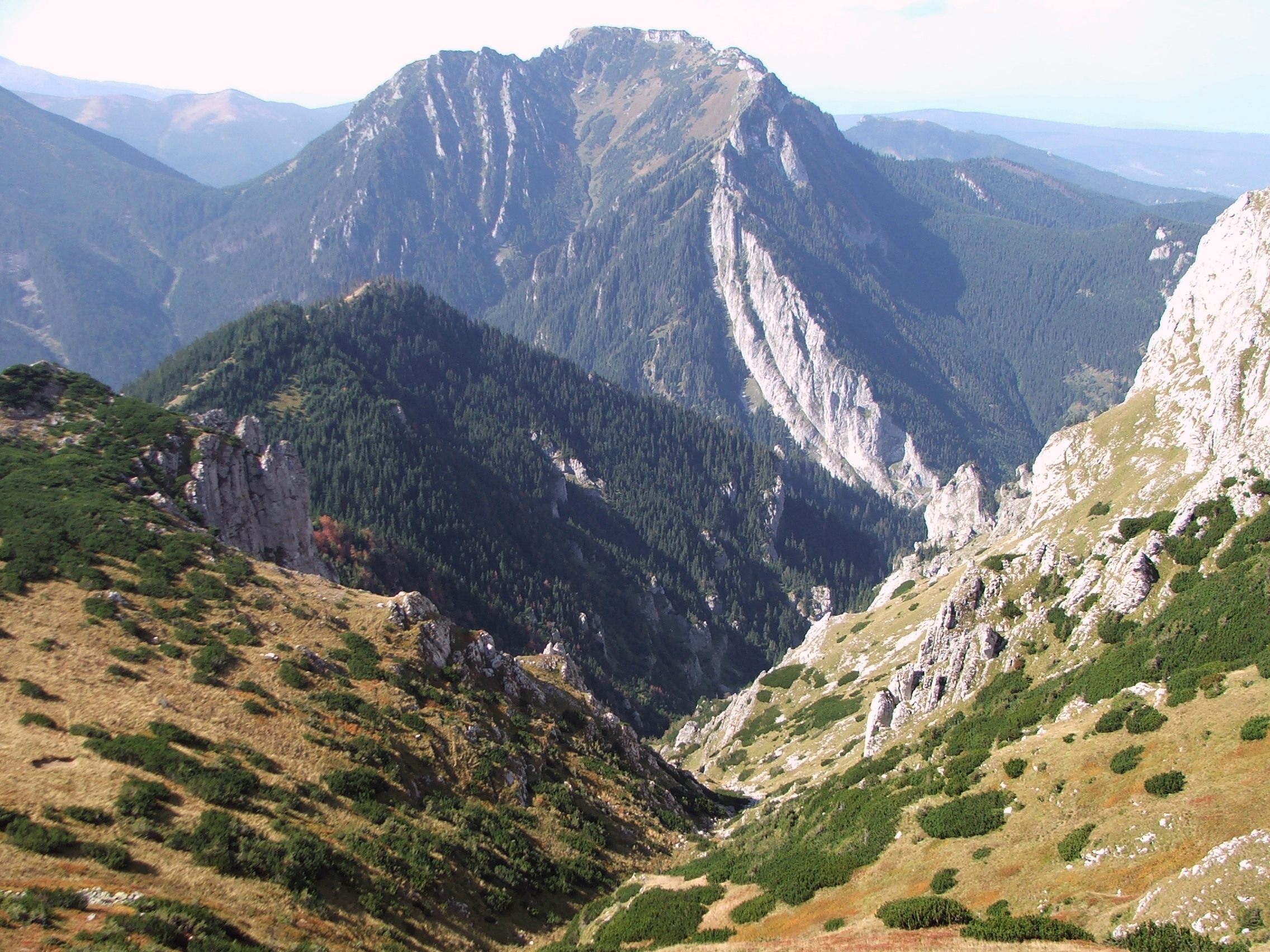
Gipfel vom Ciemniak

Die Kominiarski Wierch ist ein Berg in der polnischen Westtatra mit 1829 Metern Höhe. 

## Lage und Umgebung
Die Kominiarski Wierch liegt in der polnischen Tatra zwischen den Tälern Dolina Chochołowska und Dolina Kościeliska.

## Tourismus
Die Kominiarski Wierch war bei Wanderern beliebt. Er wurde jedoch 1988 zu einem strengen Naturreservat erklärt, damit Wanderer nicht die in seinen Hängen nistenden Steinadler stören.

### Routen unterhalb des Gipfels
Als Ausgangspunkt für eine Besteigung der Bergpässe unterhalb des Gipfels eignen sich die Ornak-Hütte und die Chochołowska-Hütte.

## Belege
- Zofia Radwańska-Paryska, Witold Henryk Paryski, Wielka encyklopedia tatrzańska, Poronin, Wyd. Górskie, 2004, ISBN 83-7104-009-1.
- Tatry Wysokie słowackie i polskie. Mapa turystyczna 1:25.000, Warszawa, 2005/06, Polkart, ISBN 83-87873-26-8.

## Panorama

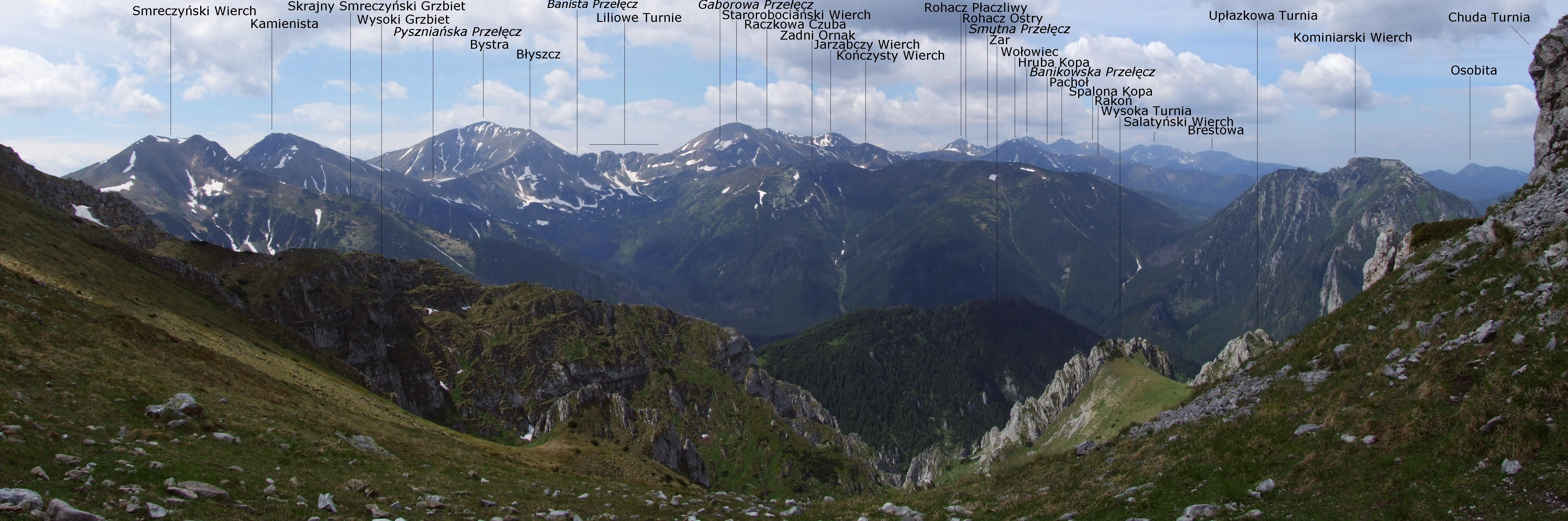
Rechts im Bild, Panorama von dem Bergpass Chuda Przełączka